# Zdeněk Pohl
Zdeněk Pohl (19. května 1907 Dobšice – 14. října 1986) byl český motocyklový a automobilový závodník. Závodní kariéru ukončil po dvou těžkých haváriích v Brně v roce 1937 a v Praze v roce 1947.

## Životopis
Zdeněk se narodil 19. května 1907 v Libněvsi (část obce Dobšice), kde jeho dědeček Karel Pohl byl ředitel a tatínek ing. Leopold Pohl byl ředitel a spolumajitel cukrovaru. Jeho otec zemřel 6. července 1933 ve věku 58 let. Osud ho dovedl k velkému  kamarádství s  mladým knížetem Jiřím Lobkowiczem, který mu k Vánocům 1930 věnoval závodní vůz Bugatti T35. Jiří Kristián Lobkowicz, který zprvu závodil pod pseudonymem Hýta I., založil společně s Zdeňkem Pohlem první závodní stáj, a úspěšně závodili na vozech Bugatti doma i v zahraničí. Aby před rodiči utajili své starty na závodech, zapisovali se do startovních listin pod krycími jmény.
Při závodech jezdil promyšleně, neriskoval, znal své meze. Nepouštěl se do rizika, závodil s plánem, který si upřesnil do všech detailů. I když se na trati rozpoutal boj, jak se říká „kolo na kolo“, Pohla to nevzrušilo. V pravý okamžik potom vyrazil a svou jízdou prokazoval, že závodník nevítězí jen přišlápnutím plynu a riskováním, ale přemýšlením a dobrou taktikou. Jeho síla byla v projíždění zatáček, to uměl mistrovsky.
Po ukončení závodní kariéry ve vile v Dobšicích v č.p. 32 měl svůj ateliér. Byl dobrým malířem. Maloval krajiny, ale i portréty. Hrál  dobře i na klavír. Pracovna, to byl svět snů, přehlídka velkých vítězství i proher, galerie života závodníka. Stěny byly plné věnců, fotografií, karikatur a dřevěných volantů ze závodních vozů. Ve vitrínách měl několik set cen, které za svůj život získal. Rád popíjel dobré víno.
Zemřel 14. října 1986. Rodina jeho vůz, Bugatti T51 s kompresorem o zdvihovém objemu 2,3 litrů, věnovala Národnímu technickému muzeu v Praze na Letné, kde je stále vystaven.

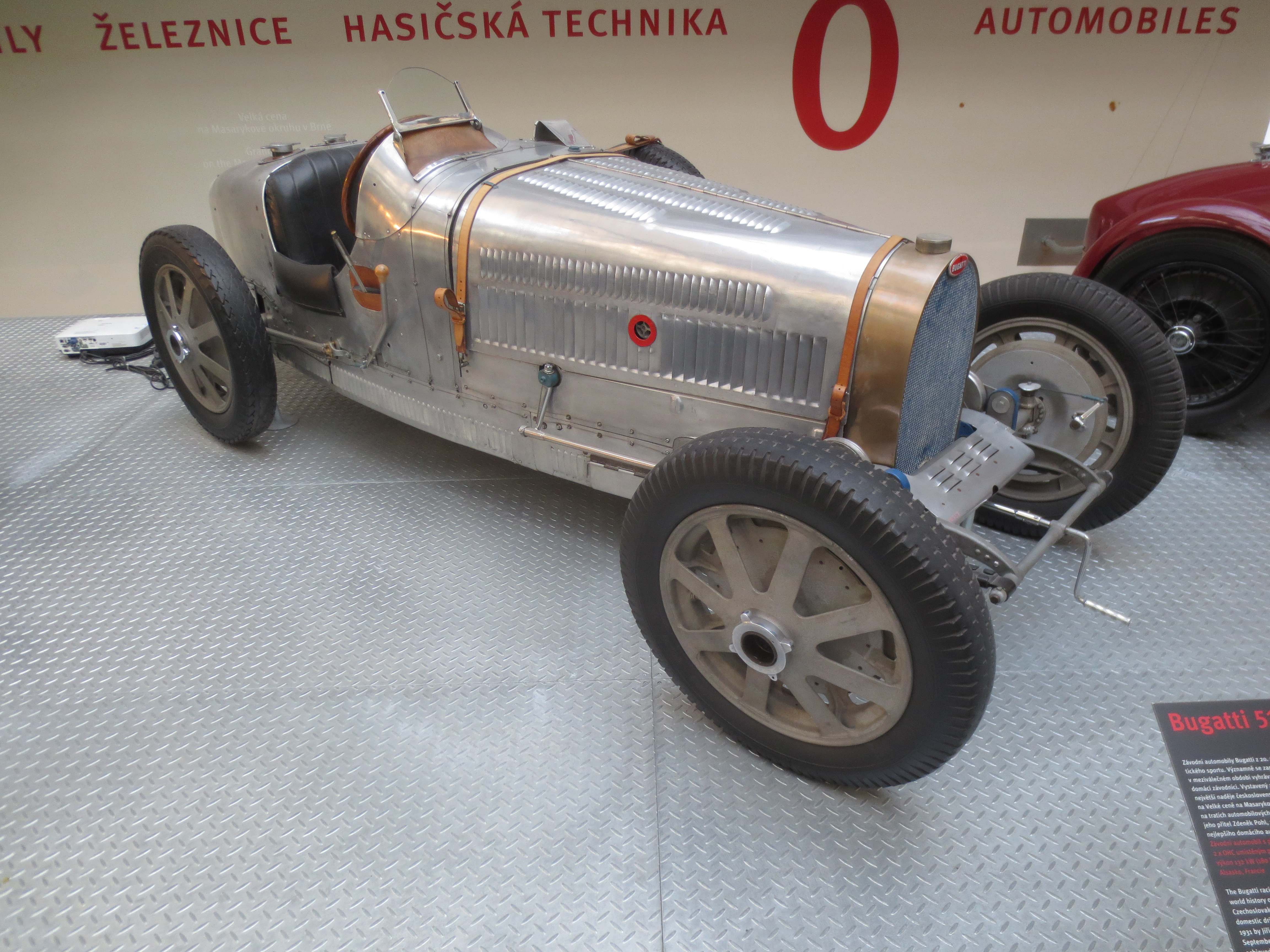
Bugatti 51 Zdeňka Pohla v Národním technickém muzeu

## Největší úspěchy
- Vítěz 1. ročníku Zlaté přilby 1929 na motocyklu Indian 750 cm³
- 3. místo v třídě Voiturette na Avusrennen (1932), 6. místo na Masarykově okruhu (hlavní závod, 1933), 5. místo na Masarykově okruhu (Voiturette,1935)
- Rallye Monte Carlo 1936 2. místo do 1500 cm³ a 20. místo v absolutním pořadí s Jaroslavem Hausmannem na automobilu Škoda Popular
- Vítězství v soutěži kolem Malé dohody 1937
- Absolutní vítěz na Bugatti Type 51: I. Zlínský okruh (1933), závod do vrchu Ecce Homo (1933, 1936), závod do vrchu Jenerálka (1935), Českobrodský okruh (1936-7), Lochotínský okruh (1937), Velká cena hlavního města Prahy (1947), Krkonošský rychlostní automobilový a motocyklový závod do vrchu (1947)

## Ocenění
- Zlatý odznak Sportovní komise AKRČs (1937)
- 3× stříbrný odznak Sportovní komise AKRČs (1932–1933, 1935)
- Zasloužilý mistr sportu (1969)

## Závodní kariéra
V květnu 1927 vyhrál třídu do 750 cm³ na motocyklu Indian Scout v závodě do vrchu Zbraslav–Jíloviště. Na Indianu Scout se sidecarem Aero byl Zdeněk Pohl v roce 1928 úspěšným účastníkem soutěže spolehlivosti motocyklů na 1000 km. Jako první v historii vyhrál v roce 1929 pardubickou Zlatou přilbu, a to na dvouválcovém modelu motocyklu Indian Altoon s rozvodem OHV z roku 1927–1928. Motocyklů Indian vystřídal několik (Altoon, Scout, Police Scout a Daytona). Ve 30. letech přesedlal z motocyklů na automobily značky Bugatti a MG K3 Magnette. Potom koncem 30. let na Škoda Popular a Škoda Rapid. Spolu s Eliškou Junkovou, jejím manželem Čeňkem nebo Jiřím Lobkovicem Zdeněk Pohl patřil počátkem 30. let 20. století k závodnické špičce, nejenom v Československu. Jezdil téměř výhradně pouze v závodních vozech na okruzích a v závodech do vrchu. Žádné cestovní automobily, vytrvalostní jízdy nebo jízdy spolehlivosti. Jednou z výjimek byla účast na III. ročníku 1000 mil československých v roce 1935, kde si "vyzkoušel" partnerství ve voze s ing. Jaroslavem Hausmannem, závodníkem a aviatikem, pozdějším dlouholetým šéfredaktorem Světa motorů. Až koncem 30. let s ním absolvoval 2× Rallye Monte Carlo.
- 1931

První mezinárodní start v automobilu, ještě pod pseudonymem Hýta II, absolvoval v závodě Mistrovství Evropy do vrchu Zbraslav–Jíloviště (31. května 1931). V kategorii závodních automobilů 1100–1500 cm³ zvítězil na Bugatti T37A (1496 cm3) v čase 3:04,13 min, za což získal odměnu 5000 Kč a pozlacenou medaili. Jeho kamarád Hýta I (Jiří Lobkowicz) zvítězil v traťovém rekordu závodních automobilů 1500–2000 cm³ (2:47,56 min) o třídu výš, na Bugatti T35C. Traduje se, že Jiří Lobkowicz vůz Bugatti T37A kamarádu Pohlovi daroval k Vánocům 1930, když si koupil nový T35C. V celkovém pořadí závodu obsadil Pohl 11. místo, což v konkurenci takových mistrů jako byli Caracciola, Stuck, Leiningen, von Morgen, Hardegg, Zanelli, Tort a z domácích pak: Lobkowicz, Kubíček, Urban-Emmrich a Schmidt vůbec nebylo zlé.
V létě 1931 (16. srpna) Zdeněk Pohl na voze Bugatti T37A v kategorii do 1500 cm3 v 5. ročníku mezinárodního závodu do vrchu v Tatrách u Zakopaného (Lysá Poľana–Morskie Oko) obsadil 3. místo v kategorii závodních vozů a 4. celkově. V závodu, který uspořádal Krakowski Klub Automobilowy, se celkovým vítězem i kategorie sportovních vozů stal Rudolf Caracciola na voze Mercedes-Benz SSKL. Byl to jediný závod, kde Pohl porazil Lobkowicze. Ten obsadil "až" 7. místo v závodních vozech a 8. v celkovém pořadí.
Na Labském poháru v jízdě do vrchu na trati Ploskovice – Horní Řepčice u Litoměřic se sešlo 13. září 1931 na 40 000 diváků. V závodních vozech do 1,5 l zvítězil Pohl na Bugatti T37A v čase 2:04,8 min. V celkovém pořadí obsadil Pohl 3. místo za vítězem kategorie závodních vozů do 3 l, za Heinrichem-Joachimem von Morgenem na závodním Bugatti Typo 35B (1:54,7 min) a Arco Zinnerbergem na závodním Austro-Daimleru (2:02,8 min, kategorie nad 3 l).
- 1932

V květnu 1932 oba kamarádi, již pod svými pravými jmény startovali na automobilovém závodu na berlínském okruhu Avus. Zdeněk Pohl startoval v kategorii slabších vozů do 1,5 l (Voiturette) s Bugatti T37A (řadový čtyřválec 1496 cm3 o výkonu 66 kW/90 k a maximální rychlosti 175 km/h). V závodě na 10 kol (196,561 km), když závod společně jely třídy do 800 cm³ a do 1500 cm³, zajel skvěle a obsadil celkově 4. místo. V samostatné klasifikaci třídy do 1500 cm³ dojel na 3. místě. V hlavním závodě na novém Bugatti T54 startoval Jiří Lobkowicz a hned v 1. kole smrtelně havaroval. Po smrti svého přítele Lobkovice (22. května 1932) sám se sebou vedl boj, zda dál závodit. Teprve v červenci 1932, překonal obavy ze závodění a znovu začal závodit. V roce 1933 převzal volant Lobkowiczova Bugatti T51 (řadový osmiválec 2262 cm3 s kompresorem, jenž dával výkon 160 k/118 kW, umožňující vyvinout nejvyšší rychlost až 230 km/h). V některých závodech používal i dřívější modely Bugatti, Lobkowiczův T35C (1991 cm3) a Lobkowiczem darovaný T37A (1496 cm3). Na okruhu ve Ždírci nad Doubravou u Chotěboře (17. července, 4. ročník, Stříbrný triangl Českomoravské vysočiny), kdy poprvé na trianglu zahřměly motory závodních automobilů, si dojel pro vítězství na Bugatti T37A (před Vaníčkem na Bugatti a Szczyzyckim na Wikov 7/28 Sport) a dosáhl zde nejlepšího času ze všech automobil v průměrné rychlosti 79,5 km/h.
Na horský závod v tehdy německém Schreiberhau (dnes polská Szklarska Poręba) nedaleko Harrachova jeho závodní žlutý vůz „Buga“ jel vlakem (trať Liberec – Tanvald – Schreiberhau) a on jako závodník po ose, na své „aerovce“, která se po několika drobných úpravách přeměnila na nákladní vůz. Dozadu se vešly tři velké kožené cestovní kufry, olej, benzín a čtyři náhradní pneumatiky značky Engelbert. Vyšplhala se kamkoli a svému pánovi věrně sloužila. Z tohoto závodu (28. srpna) si za vítězství ve třídě do 1500 cm³ odvezl jako trofej půlmetrový broušený křišťálový pohár. Celkovým vítězem závodu byl Paul Pietsch na Bugatti T35B.
Další závod, který měl rád, byl závod do vrchu u Litoměřic (Ploskovice–Horní Řepčice, Labský pohár) . Zde ho však 11. září 1932 pronásledovala smůla. Uvolnil se mu plovák v karburátoru, poklesl výkon motoru a Bašul byl rád, že se doválel na třetí místo. V jeho třídě závodních vozů do 1500 cm³ zvítězil Němec Burggaller na Bugatti a celkovým vítězem se stal jeho krajan, Paul Pietsch rovněž na Bugatti. Závody sledovalo na 20 000 diváků.

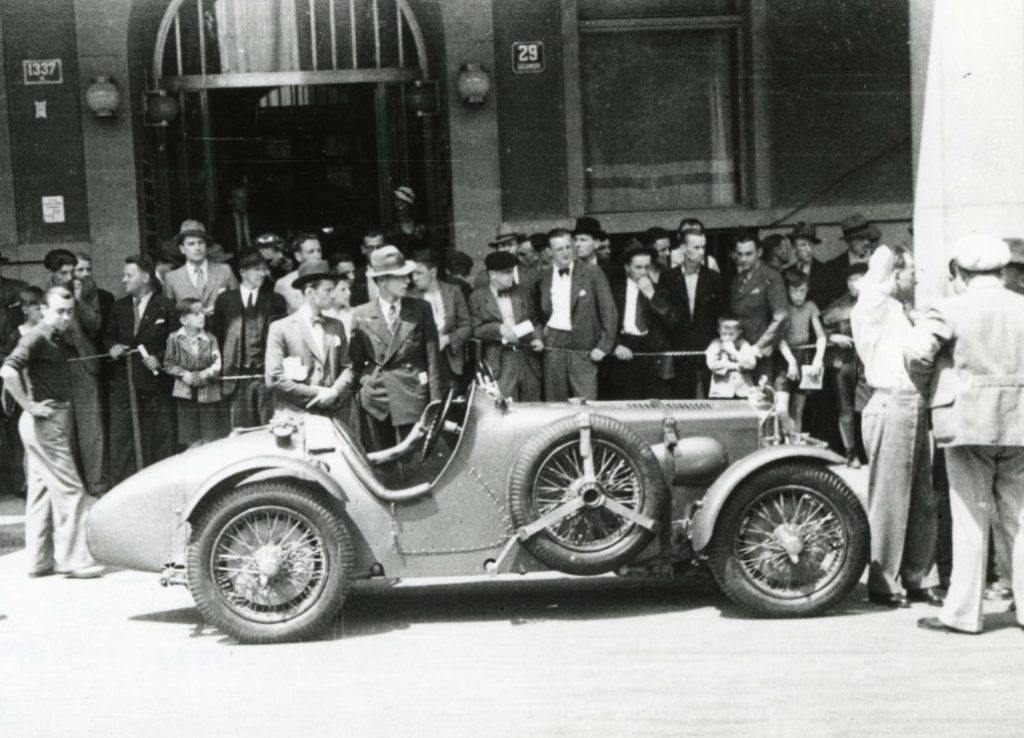
MG Magnette NE posádky Pohl-Hausmann (1000 mil čs. 1935)

Závod do vrchu Hohnstein v saském Švýcarsku u Dráždan jako poslední větší sportovní podnik v Německu se konal 18. září na trati dlouhé 2,6 km (5. ročník). Pořadatelem akce byly oba hlavní německé autokluby AvD a ADAC. V závodních automobilech do 1,5 l zvítězil Pohl, Praha (Bugatti). Celkovým vítězem závodu za přítomnosti 70 tisíc diváků byl Rudolf Caracciola na Alfě Romeo Monza.
Za svoje výkony v roce 1932 získal od sportovní komice Autoklubu Republiky Československé (AKRČs) stříbrný odznak, které byly oceněným předány na slavnostním večeru 12. listopadu.
- 1933

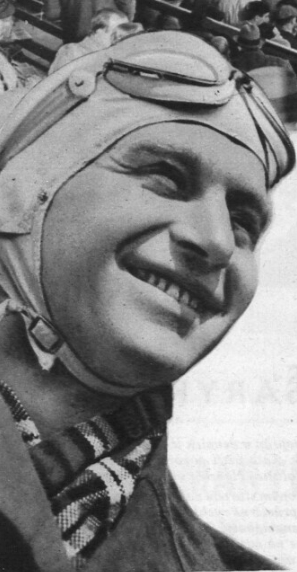
Zdeněk Pohl (Masarykův okruh 1935)

V neděli 30. července se ve Zlíně uskutečnil závod motocyklů a automobilů, I. Zlínský okruh. Měl zejména v motocyklech a malých cestovních vozech velmi početnou účast. Okruh dlouhý 6,820 km vedený zčásti městem se ukázal vhodnějším než před nedávnem jetý okruh hradecký. V porovnání s ním byl širší a také měl povrchově lépe upravenou dráhu. Hromadné starty ani předjíždění nedělaly obtíží. V kategorii přes 1500 cm³ zvítězil Zdeněk Pohl, Bugatti, 47:45,9 min, nejlepší čas závodních vozů, před Janem Kubíčkem, Bugatti, 49:00,1 min. Jeho bratr Jiří Pohl startoval ve třídě cestovních vozů do 750 cm³ a na Aeru 662 zvítězil.
Na závodu do vrchu Ecce Homo ve Šternberku (XI. ročník, 10. září, trať 7,75 km) zvítězil v absolutním pořadí, když na své bugatce ve třídě do 1,5 l zajel čas 5:47 min, nejlepší čas vozů a dne.
Ve IV. ročníku závodu na Masarykově okruhu (17. září) se účastnil rekordní počet startujících ze všech 7 meziválečných ročníků – 44 jezdců, z toho 21 v silnější kategorii. Návštěvníky okruhu, kterých přišlo 150 tisíc, provázel hustý vytrvalý déšť. Déšť ustal až v polovině závodu. Třetího vítězství v řadě za sebou dosáhl monacký závodník Louis Chiron časem 4:50:22,8 hodin. Zdeněk Pohl do 15. kola (ze 17) vjížděl jako třetí hned za Chironem a Fagiolim. Už to vypadalo, že se na stupně vítězů postaví i jezdec z Československa, ale když chtěl z bugatky vymáčknout, co to dá, přetočil motor a výsledkem byla dvě prasklá ventilová pera. Dojel jako šestý, ale získal prémii fy. Baťa 120 000 Kč, protože dojel první do cíle na pneumatikách Baťa, a také získal putovní cenu Elišky Junkové za nejlepší výkon čs. jezdce.
Na závěr sezony 1933 se zúčastnil závodu do vrchu Semmering, který se toho roku konal po delší přestávce, a to na klasické trati 10 km dlouhé. V třídě závodních vozů do 3 l obsadil Zdeněk Pohl na Bugatti 2. místo za Balestrerem (Alfa Romeo).
Za svoje výkony v roce 1933 obdržel od sportovní komise AKRČs již po druhé stříbrný odznak. Odznaky byly oceněným předány 16. prosince na slavnostním večírku v sídle AKRČs.
- 1934

V květnu 1934 se účastnil dálkové jízdy do Indie. Skupinu cestovatelů se čtyřmi polokabriolety Škoda Popular tvořili JUDr. Zbislav Peters, pražský advokát a hokejista LTC Praha i národního týmu, student techniky Lubomír Ševela z Moravské Ostravy, pražský student František Holoubek, syn továrníka z Nuslí a automobilový závodník Zdeněk Pohl. Cílem 15 000 km dlouhé jízdy byla Kalkata a Bombaj.
5. ročník mezinárodního závodu automobilů na Masarykově okruhu se konal 30. září a měl v každém směru dokonalý úspěch. Vozy rozděleny byly podle obsahu válců do 1,5 l (Voiturette) a přes 1,5 l (hlavní závod). Silnější vozy jely okruh (29,142 km) sedmnáctkrát, Voiturette patnáctkrát. Závodům přihlíželo 200 tisíc diváků. U startu se shromáždilo v hlavním závodě 17, ve Voiturette 15 vozů. Zdeněk Pohl startoval v hlavním závodě na Lobkowiczově Bugatti T51 se soupeři zvučných jmen: Hans Stuck, Luigi Fagioli, Tazio Nuvolari, Rudolf Caracciola, Louis Chiron atd. Do 7. kola s nimi Pohl držel krok, ale v 8. ze 17 , mezi 7. a 8. km trati odpadl pro destrukci diferenciálu. V hlavním závodě zvítězil Hans Stuck na voze Auto Union Type A. Nejhodnotnější cenu získal Zdeněk Pohl (vítěz závodu Stuck dostal 80 000 Kč). Dojel sice jako šestý, ale získal prémii fy. Baťa 120 000 Kč, protože dojel první do cíle na pneumatikách Baťa, také získal putovní Cenu Elišky Junkové za nejlepší výkon čs. jezdce, Cenu ing. Proskowetze k uctění památky J. K. Lobkowicze, od pořadatelů další 3000 Kč a stříbrnou plaketu ČAMS.
- 1935

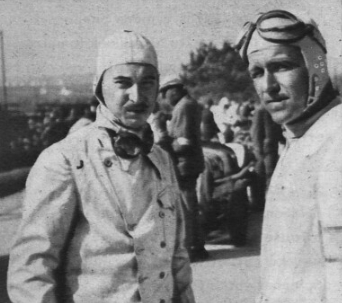
Bruno Sojka a Zdeněk Pohl (Masarykův okruh 1935)

V zahajovacím závodě československé sezóny 1935 startoval 27. dubna v závodě do vrchu Jenerálka v Praze. V kategorii závodních automobilů do 1100 cm³ zvítězil v nejlepším času dne na MG K3 Magnette (K-3 byl závodní speciál s motorem 1087 cm³, který s kompresorem poskytoval nejvyšší výkon 88,3 kW/120 k).
III. ročník závodu 1000 mil československých konaný 15. a 16. června 1935 vyhráli celkově Jan Kubíček-J. Smažík s vozem Bugatti 35B z roku 1927, v čase 15:46,12 h. Převážnou část závodu však v čele jezdili Zdeněk Pohl s ing. Jaroslavem Hausmannem na MG K-3 Magnette NE (šestiválec 1286 cm³). Závod 1000 mil byl vypsán pro cestovní vozy, což oba zmíněné automobily nesplňovaly. U vítězného vozu s osmiválcovým motorem o objemu válců 2 262 cm³ do V s kompresorem musel být kompresor pro závod demontován, protože propozicemi nebyl povolen. I v případě Pohlova vozu musel být vyjmut kompresor. U Kolína v I. etapě však šel Zdeněk Pohl nezadržitelně do čela a zvětšoval svůj náskok před Kubíčkem a Studeným. Na vedoucí pozici se vrátil do Prahy (na konci II. etapy), ale ve Velkém Meziříčí v III. etapě jej mechanická porucha vyřadila ze závodu.
Na Velké horské ceně Německa v závodech do vrchu (Schauinsland u Freiburgu, 11. ročník, trať 12 km) zvítězil Hans Stuck na voze Auto Union v čase 8:24,1 min. Nejlepší čas dne sportovních automobilů měl Zdeněk Pohl na Bugatti T51 za 9:04,9 min (průměrná rychlost 79,7 km/h) a zvítězil v kategorii přes 2000 cm³. V témže závodě slavil úspěch i krajan, Bruno Sojka. Ten vyhrál na Bugatti T37 třídu sportovních vozů do 1500 cm3.
Ani v 6. ročníku (29. září) na Masarykově okruhu se Zdeňku Pohlovi příliš nezadařilo. Atypicky startoval ve slabší skupině do 1,5 l (15 kol, 437,13 km) na anglickém voze MG K3 Magnette 1,1 l, který vlastně patřil jeho mladšímu bratru Jiřímu Pohlovi (s jeho vozem Bugatti T51 startoval v hlavním závodě na 17 kol tj. 495,4 km dovozce vozů Bugatti do Československa ing. Vladimír Gut, ale závod nedokončil pro prasklé olejové potrubí). Po prvním kole byl Pohl 7., ale pak se zvolna začal probíjet kupředu, ale v 13. kole z 15 havaroval a nebyl klasifikován (dojel by na 5. místě). Zdeněk Pohl v tréninku jezdil pravidelně kola pod a v okolí 15 minut, což by v závodě bohatě stačilo na stupně vítězů. V závodě jej jednak při startu zezadu nabourali, což ovšem nebyl radostný začátek, a dále měl neustále potíže se svíčkami, takže mnohokráte stál a ztratil tím mnoho času. Když se mu konečně podařilo vůz dát do pořádku, ukázal plně svoje umění, jezdil těsně Veyronem, který skončil 2., kolo za kolem, ale v důsledku zdržení u depa byl vlastně o kolo zpět. Odstoupil pro nehodu po 13. kole. Bylo to v předposledním kole závodu.
Za svoje úspěchy v závodech automobilů v roce 1935 obdržel již potřetí stříbrný odznak AKRČs. Předání odznaků se uskutečnilo na sportovním večírku 23. prosince ve společenském sále Autoklubu.
- 1936

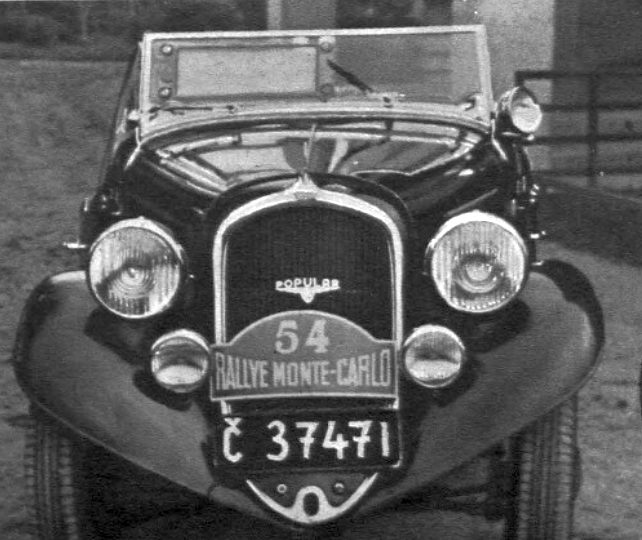
Pohl-Hausmann, Škoda Popular, Rallye Monte Carlo 1936

V lednu roku 1936 se uskutečnila soutěž 15. Rallye Monte Carlo. Zde startoval ve dvojici s Ing. J. Hausmannem (st. č. 54) na voze Škoda Popular S (s motorem z verze Rapid 1380 cm3). Trať hvězdicové jízdy z Athén, odkud Pohl-Hausmann startovali, měřila 3868 km. Cesta z Athén do Monte Carla vedla přes Soluň na Sofii, Bělehrad, Pešť, Vídeň, Mnichov, Štrasburk a Lyon do Monaka. V rychlostní zkoušce v Monte Carlu si Pohl s Hausmannem vedli dobře a skončili v ní sedmí. Po hvězdicové jízdě a po zkouškách v Monte Carlu obsadili 2. místo ve třídě do 1500 cm³ a celkově skončili na 20. místě. Až dosud byl to můj nejtěžší závod, vypravoval Zdeněk Pohl. "Rallye jsem ještě nikdy nejel a nepředstavoval jsem si, jak je to obtížné. V Řecku se jelo celkem dobře, ale v Bulharsku a Jugoslávii musel vůz vydat maximální výkon. U Salcburku málem bychom uvízli v závějích a vysoké průměry na francouzských silnicích v dešti v husté noční mlze na kluzkém asfaltu mohli jsme udržet jen tehdy, nespadla-li ručička tachometru s 95 km v hodině."

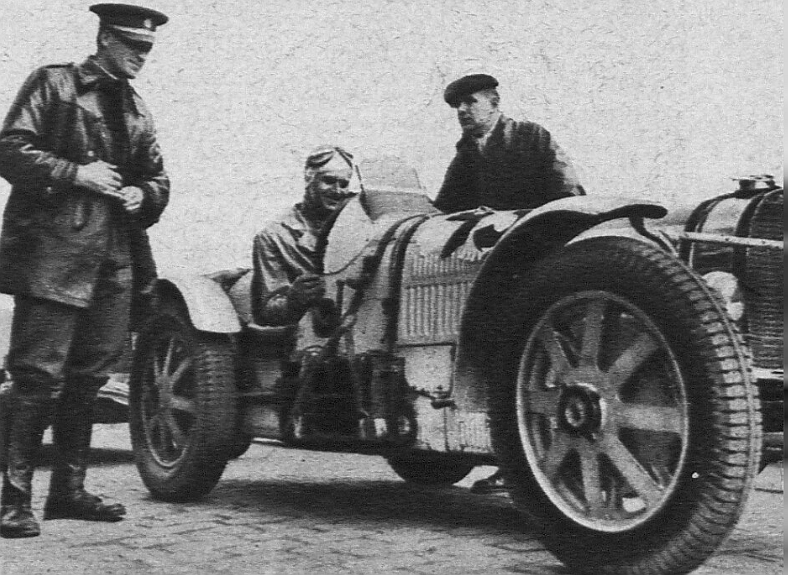
Zdeněk Pohl (Bugatti), vítěz Českobrodského okruhu (1936)

Okruhovou sezonu zahájil Zdeněk Pohl 3. května startem na Českobrodském okruhu. Pobočka Ligy čs. motoristů (Podlipanský autoklub) z Českého Brodu uspořádala III. Okruh českobrodský pro automobily a motocykly. Startovalo 68 závodníků (38 motocyklů a 30 automobilů). Mezi hosty byli viceprezident AKRČs. komerční rada, továrník Otto Tanzer, ing. František Janeček, okresní hejtman dr. Strach a další. Jako jeden z prvních závodů pořádaných v Československu byla trať ozvučena místním rozhlasem. V hlavním závodě automobilů loňský vítěz Jan Kubíček byl vyřazen na konci 3. kola poruchou pístu a tak nic již nebránilo vítězství Zdeňka Pohla na Bugatti T51 (2,3 l) v novém traťovém rekordu 1:32:37,5 h. Mezi cenami za vítězství byla i opravdová, živá opice, kterou věnoval jezdec Vladimír Formánek, startující v třídě do 1100 cm³, kde obsadil 3. místo.
Největším automobilovým závodem roku v ČSR byl IV. Lochotínský okruh v Plzni, pořádaný pražskou skupinou Ligy čs. motoristů 24. května. V kategorii závodních vozů přes 1,5 l s kompresorem (20 kol/86 km) zvítězil Zdeněk Pohl na Bugatti T51 (2,28 l) v čase 49:13,8 min (průměr 104,81 km/h), čímž vytvořil rekord tratě a stal se absolutním vítězem.
Na III. Brandýském okruhu 16. srpna docílil sice nejlepšího času na kolo v čase 7:27 min a v průměru 92 km/h, ale v závodě měl defekt kompresoru a nedokončil. Závod v Brandýse se konal za účasti 42 motocyklů a 25 vozů byl uspořádán Aero Car Clubem s pomocí místního Sokola.
Na Velké horské ceně Německa ve Falckém lese (Schauinsland u Freiburgu, 12. ročník, trať 12 km, výškový rozdíl 800 m), která se konala 30. srpna zvítězil v absolutním pořadí Bernd Rosemayer na Auto Unionu Type C v čase 7:59,3 min. Zdeněk Pohl v kategorii sportovních vozů s kompresorem nad 2000 cm³ (8:45,5 min, 82,2 km/h) obsadil 2. místo za Guiseppem Farinou na novém voze Alfa Romeo (8:21,9 min).
Na závodu do vrchu Ecce Homo 20. září, který se konal po tříleté přestávce, zaznamenal jeden z nejlepších výsledků kariéry. Zvítězil v absolutním pořadí. Startoval v závodních automobilech přes 2000 cm³ na Bugatti T51 a vyhrál v čase 5:07,8 min, čímž vytvořil nový rekord tratě a překonal tak dosavadní rekord Hanse Stucka (5:18,2 min, Austro-Daimler) z roku 1929.
Mimo to vyhrál v roce 1936 "místní" závody do vrchu v Jaroměři a v Náchodě.
- 1937

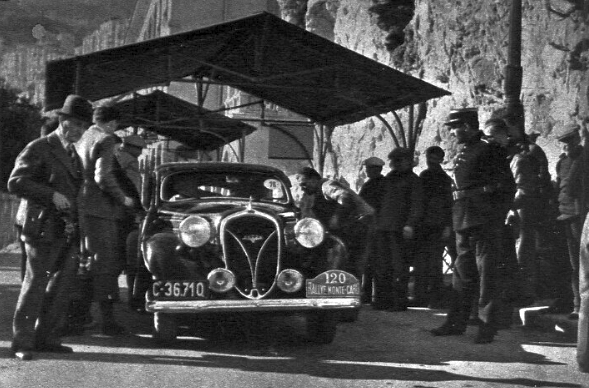
Pohl-Hausmann, Škoda Rapid, Rallye Monte Carlo 1937

O rok později na 16. Rallye Monte Carlo opět s ing. Jaroslavem Hausmannem startovali tentokráte z Palerma (st. č. 120). Na voze Škoda Rapid (1380 cm3) dojeli ve třídě do 1500 cm³ na 4. místě a celkově skončili na 27. místě. Jiný zdroj udává celkově 26. místo.

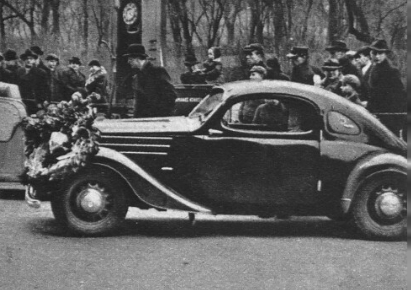
Uvítání v Praze posádky Pohl-Hausmann (Škoda Rapid, Rallye Monte Carlo 1937)

K předposlednímu ročníku Českobrodského okruhu bylo přihlášeno 148 závodníků. V roce 1937 na IV. ročníku závodu zvítězil na zkrácené trati (23. května, na 10 kol, 76,5 km) Zdeněk Pohl na Bugatti s kompresorem v čase 39:36,7 min v kategorii automobilů s kompresory přes 1500 cm³, také zajel nejrychlejší kolo v čase 3:54 min.

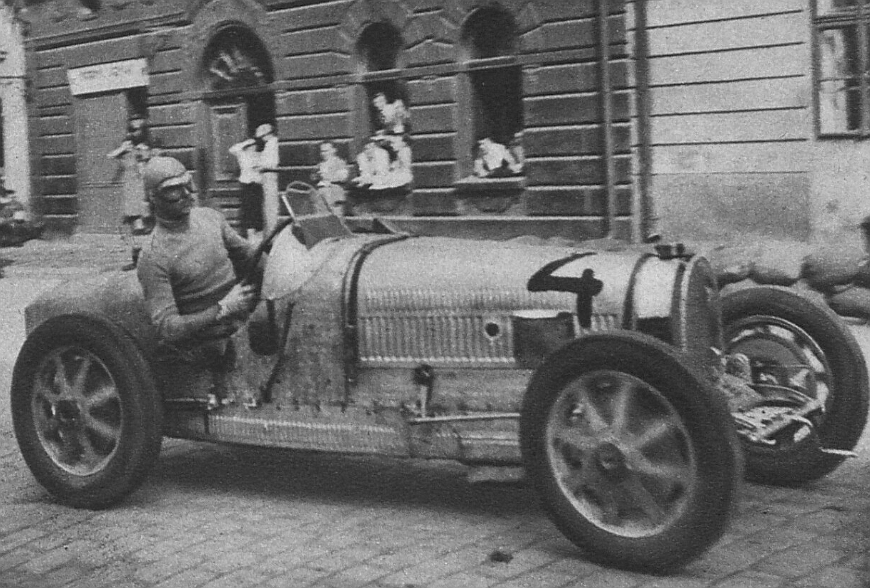
Zdeněk Pohl, absolutní vítěz Českobrodského okruhu 1937

Zdeněk Pohl na V. ročníku Lochotínského okruhu (Bugatti 2,3 l, 29. srpna) dosáhl nejlepšího času vozů vč. vítězství ve své třídě (automobily s kompresorem přes 1500 cm³), přestože v 5. kole závodu spravoval a dostal se až na šesté místo, z něhož se pak opět propracoval na první, a zvítězil o minutu před Janem Kubíčkem.

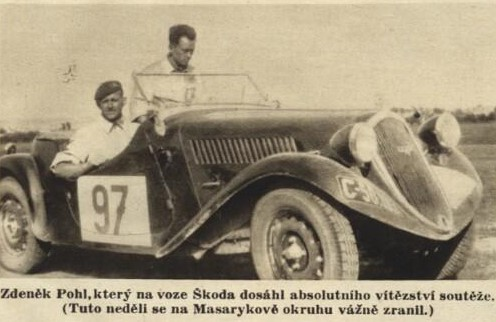
Zdeněk Pohl, vítěz soutěže Malou dohodou (1937)

Na podzim startoval v I. ročníku soutěže Malou dohodou (2500 km, 131 startujících, 12.–19. září). Branná motoristická soutěži vedla z Prahy přes Bratislavu, Užhorod a Bukurešť do Bělehradu. K soutěži pod protektorátem Dr. Edvarda Beneše, jeho veličenstva Carola II. a Jeho Královské Výsosti prince Pavla Karađorđeviće bylo přihlášeno 88 automobilů, 10 sidecarů a 55 motocyklů. Zdeněk Pohl na roadsteru Škoda Popular Monte Carlo zvítězil v absolutním pořadí soutěže také ve své třídě do 1500 cm³.
Na Masarykově okruhu startoval v třídě Voiturette ještě v roce 1937, poprvé označené jako Velká cena Brna. Na okruhu se sešla 26. září výborná konkurence. Auto MG K3 Magnette jelo výborně, jezdil na 6. pozici. Ale v Bosonohách měl defekt pneumatiky a vůz se začal smýkat po vozovce, vyletěl do vzduchu, dopadl na silnici a roloval na druhou stranu k patníku. Zdeněk vypadl z vozu a utrpěl těžké zranění páteře a žeber. Bylo to v posledním kole závodu, asi 1 km před cílem.
V roce 1937 byl za sportovní výsledky odměněn sportovní komisí AKRČs zlatým odznakem. Mimo to dostali Zdeněk Pohl, V. Stanislav a Antonín Vitvar ke zlatým odznakům i sportovní, prachuvzdorné švýcarské hodinky Mimo. Slavnostní rozdílení cen se konalo v sídle Autoklubu 20. listopadu, ale bez Zdeňka Pohla, který v tu dobu ještě ležel v nemocnici až do prosince, kdy mu byl sádrový obvaz sejmut.
- 1946

Po válce si Zdeněk Pohl jako první start zvolil Velkou cenu hl. města Prahy, která se konala 17. června na závodním okruhu v Motole. Pro závodní vozy to nebyl závod rychlostní, ale spíše servisní v depu. Zdeněk Pohl ale i Bruno Sojka stáli v depu nejméně 10× s opravou stroje. Nakonec oba kapitulovali a závod vzdali. Absolutním vítězem se stal kpt. Ivan Hodáč na sportovním BMW. Závody sledovalo 100 000 diváků.
- 1947

V roce 1947 jel několik automobilových závodů. Ve Velké ceně hlavního města Prahy na svém Bugatti T51 zvítězil v absolutním pořadí. Závod se uskutečnil 22. června na okruhu v Motole, když porazil jak Vojtěchovského na Maserati, tak i Sojku na Bugatti. Na krušnohorském závodu do vrchu Teplice-Šanov resp. z Dubí na Cínovec 13. července obsadil 2. místo za V. Vojtěchovským na závodním Maserati.
V Krkonošském rychlostním automobilovém a motocyklovém závodu do vrchu (též označovaný jako Trutnovský závod do vrchu pro motocykly a automobily), který se konal 27. července na trati Svoboda nad Úpou – Janské Lázně – Černá Hora, zvítězil na Bugatti T51 Zdeněk Pohl. V ostrém závodě zajel absolutně nejrychlejší čas 2:51,1 min. To bylo jeho poslední vítězství.
V závodě o „Zlatý znak města Vršovic“ 28. září v Praze se na své bugatce T51 držel vedení až do třetího kola. Pak se zdržel výměnou svíček a začal dohánět skupinu a v 16. kole už byl zase na třetím místě. Útočil na vedoucí postavení Šperlíka a Zdeňka Treybala, vjel prudce do zatáčky, kde se mu "zula" pneumatika, dostal smyk a se svým vozem slétl ze sedmimetrového náspu, kde zůstal ležet pod vozem. Byl tři týdny v bezvědomí a prodělal mnoho operací. Tím prakticky v jednačtyřiceti letech jeho závodnická činnost skončila. Motorismu ale zůstal věrný. V roce 1969 mu byl udělen titul zasloužilý mistr sportu.